# Miss Potter (film)
Miss Potter is een Britse film uit 2006 van Chris Noonan over het leven van kinderboekenschrijfster Beatrix Potter (1866–1943), die gespeeld wordt door Renée Zellweger.
De film is grotendeels live-action, maar bevat ook geanimeerde versies van de door Potter bedachte personages.

## Verhaal
Aan het begin van de film bezoekt de beginnende schrijfster Beatrix Potter (Renée Zellweger) de uitgeverij van de gebroeders Warne. Zij zijn bereid haar eerste boek uit te geven, maar later blijkt dat dit alleen maar is omdat jongste broer Norman (Ewan McGregor) een project beloofd was. Norman en Beatrix gaan samen aan de slag en ontwikkelen later gevoelens voor elkaar, wat door Beatrix' rijke familie niet op prijs gesteld wordt. Ondertussen verkoopt het werk van Beatrix goed.

## Rolverdeling
| Acteur          | Personage      | Opmerkingen                           |
| --------------- | -------------- | ------------------------------------- |
| Renée Zellweger | Beatrix Potter |                                       |
| Ewan McGregor   | Norman Warne   | partner in uitgeverij                 |
| Emily Watson    | Millie Warne   | Normans zus                           |
| Barbara Flynn   | Helen Potter   | Beatrix' moeder                       |
| Bill Paterson   | Rupert Potter  | Beatrix' vader                        |
| Lloyd Owen      | Wiliam Heelis  | Beatrix' advocaat en later echtgenoot |

## Productie
Miss Potter was regisseur Noonans eerste film na het elf jaar eerder uitgekomen Babe, omdat hij wachtte op een inspirerend script. Hij was echter vooraf nauwelijks bekend met het werk van Potter.
De Texaanse Zellweger had vanwege haar rollen in de Bridget Jones-films al ervaring met het vereiste Britse accent, maar had er voor deze film toch moeite mee, ook al omdat niet bekend is hoe Potter zelf precies sprak. Omdat ze aanvankelijk niet tevreden was over het script werd Zellweger uiteindelijk ook uitvoerend producent.
De film werd opgenomen in onder meer Londen en het Lake District.